# W (UNIX)
w és un programa de Unix que mostra informació sobre els usuaris que han iniciat sessió en el sistema i què estan fent. És força útil en l'administració del sistema, ja que mostra informació molt ràpida però alhora precisa, ometent qualsevol tipus de detall que no sigui útil per a l'administrador trucant a la comanda.

## Exemple d'ús
```
$ w
11:12am up 608 day(s), 19:56, 6 users, load average: 0.36, 0.36, 0.37
User tty login@ idle what
smithj pts/5 8:52am w
jonesm pts/23 20Apr06 28 -bash
harry pts/18 9:01am 9 pine
peterb pts/19 21Apr06 emacs -nw html/index.html
janetmcq pts/8 10:12am 3days -csh
singh pts/12 16Apr06 5:29 /usr/bin/perl -w perl/test/program.pl

```